# Rouffiac-d’Aude
Rouffiac-d’Aude (okzitanisch Rofiac d’Aude) ist eine französische Gemeinde mit 493 Einwohnern (Stand 1. Januar 2022) im Département Aude in der Region Okzitanien. Sie gehört zum Arrondissement Carcassonne und zum Kanton Carcassonne-3.

## Lage
Die Gemeinde Rouffiac-d’Aude liegt am Fluss Aude, 14 Kilometer südwestlich von Carcassonne.  Nachbargemeinden von Rouffiac-d’Aude  sind Preixan im Norden, Verzeille im Osten und Pomas im Südwesten.

## Bevölkerungsentwicklung
| Jahr      | 1962 | 1968 | 1975 | 1982 | 1990 | 1999 | 2018 |
| Einwohner | 273  | 278  | 240  | 292  | 310  | 340  | 436  |